# Halte Fijenoord
Fijenoord is een voormalige stopplaats aan de Staatslijn I tussen Rotterdam Zuid en Rotterdam Blaak, in de Rotterdamse wijk Feijenoord. De halte lag bij de Roentgenstraat en was geopend van 1 oktober 1901 tot 3 oktober 1926.
Deze halte is niet hetzelfde als het huidige halte Rotterdam Stadion.
0,0: Breda ·
4,8: Breda-Prinsenbeek ·
6,0: Beek ·
10,8: Langeweg ·
14,9: Lage Zwaluwe ·
18,2: Moerdijk SS (voorm. einde) ·
21,1: Willemsdorp ·
26,9: Dordrecht Zuid ·
29,5: Dordrecht ·
31,5: Zwijndrecht ·
39,1: Barendrecht ·
42,2: Rotterdam Lombardijen ·
43,8: IJsselmonde ·
44,0: Rotterdam Stadion ·
45,0: Mallegat ·
45,1: Rotterdam Zuid ·
46,2: Fijenoord ·
47,5: Rotterdam Blaak ·
49,1: Rotterdam Centraal